# Nicholas de Soules

Stemma dei signori di Liddesdale.

Nicholas II de Soules (fl. XIII secolo) è stato un nobile scozzese, signore di Liddesdale, maggiordomo di Scozia e pretendente al trono.

## Biografia
Nicholas era figlio di William II de Soules ed Ermengarde, figlia di Alan Durward e Marjorie di Scozia, e fratello maggiore di John de Soules, Guardiano di Scozia tra il 1301 e il 1304.
Dopo la morte della regina Margherita di Scozia nel 1290, Nicholas divenne uno dei pretendenti al trono di Scozia; sua nonna Marjorie era infatti una figlia illegittima di re Alessandro II di Scozia. Discendendo appunto da una linea non legittima, la sua candidatura venne scartata quasi subito.
Svanita ogni possibilità di ottenere il trono, rese omaggio il 27 luglio 1296 a re Edoardo I d'Inghilterra a Elgin, e di nuovo il 28 agosto successivo a Berwick-upon-Tweed. Morì poco tempo dopo, anche se la data esatta non è nota. Suo figlio William III ereditò i suoi titoli, e fu l'ultimo esponente della casata.

## Discendenza
Nicholas sposò Margaret Comyn, figlia di Alexander Comyn, conte di Buchan, ed Elizabeth de Quincy, e sorella di John Comyn, II signore di Badenoch, un altro pretendente nella Grande causa. Ebbero i seguenti figli:
- William (morto nel 1321), ultimo signore di Liddesdale;
- John, sceriffo di Berwick;
- Thomas, che giurò fedeltà col padre ad Edoardo I nel 1296;[1]
- una figlia dal nome sconosciuto.

## Ascendenza
|                       |                  |                         | Genitori               |  |  | Nonni |  |  | Bisnonni        |  |  | Trisnonni |  |
|                       |                  |                         |                        |  |  |       |  |  | Fulco de Soules |  |  | …         |  |
|                       |                  |                         |                        |  |  |       |  |  | Fulco de Soules |  |  | …         |  |
|                       |                  | …                       |                        |  |  |       |  |  | Fulco de Soules |  |  |           |  |
| Nicholas I de Soules  |                  |                         |                        |  |  |       |  |  | Fulco de Soules |  |  |           |  |
|                       |                  | …                       | …                      |  |  |       |  |  |                 |  |  |           |  |
|                       |                  | …                       | …                      |  |  |       |  |  |                 |  |  |           |  |
|                       |                  | …                       | …                      |  |  |       |  |  |                 |  |  |           |  |
| William II de Soules  |                  | …                       |                        |  |  |       |  |  |                 |  |  |           |  |
|                       |                  | …                       | …                      |  |  |       |  |  |                 |  |  |           |  |
|                       |                  | …                       | …                      |  |  |       |  |  |                 |  |  |           |  |
|                       |                  | …                       | …                      |  |  |       |  |  |                 |  |  |           |  |
| …                     |                  | …                       |                        |  |  |       |  |  |                 |  |  |           |  |
|                       |                  | …                       | …                      |  |  |       |  |  |                 |  |  |           |  |
|                       |                  | …                       | …                      |  |  |       |  |  |                 |  |  |           |  |
|                       |                  | …                       | …                      |  |  |       |  |  |                 |  |  |           |  |
| Nicholas II de Soules |                  | …                       |                        |  |  |       |  |  |                 |  |  |           |  |
|                       | Thomas de Lundie | Malcolm de Lundie       |                        |  |  |       |  |  |                 |  |  |           |  |
|                       | Thomas de Lundie | Malcolm de Lundie       |                        |  |  |       |  |  |                 |  |  |           |  |
|                       | Thomas de Lundie | …                       |                        |  |  |       |  |  |                 |  |  |           |  |
| Alan Durward          | Thomas de Lundie |                         |                        |  |  |       |  |  |                 |  |  |           |  |
|                       |                  | …                       | …                      |  |  |       |  |  |                 |  |  |           |  |
|                       |                  | …                       | …                      |  |  |       |  |  |                 |  |  |           |  |
|                       |                  | …                       | …                      |  |  |       |  |  |                 |  |  |           |  |
| Ermengarde Durward    |                  | …                       |                        |  |  |       |  |  |                 |  |  |           |  |
|                       |                  | Alessandro II di Scozia | Guglielmo I di Scozia  |  |  |       |  |  |                 |  |  |           |  |
|                       |                  | Alessandro II di Scozia | Guglielmo I di Scozia  |  |  |       |  |  |                 |  |  |           |  |
|                       |                  | Alessandro II di Scozia | Ermengarda de Beaumont |  |  |       |  |  |                 |  |  |           |  |
| Marjorie di Scozia    |                  | Alessandro II di Scozia |                        |  |  |       |  |  |                 |  |  |           |  |
|                       |                  | amante                  | …                      |  |  |       |  |  |                 |  |  |           |  |
|                       |                  | amante                  | …                      |  |  |       |  |  |                 |  |  |           |  |
|                       |                  | amante                  | …                      |  |  |       |  |  |                 |  |  |           |  |
|                       |                  | amante                  |                        |  |  |       |  |  |                 |  |  |           |  |